# Union Bank of Australia

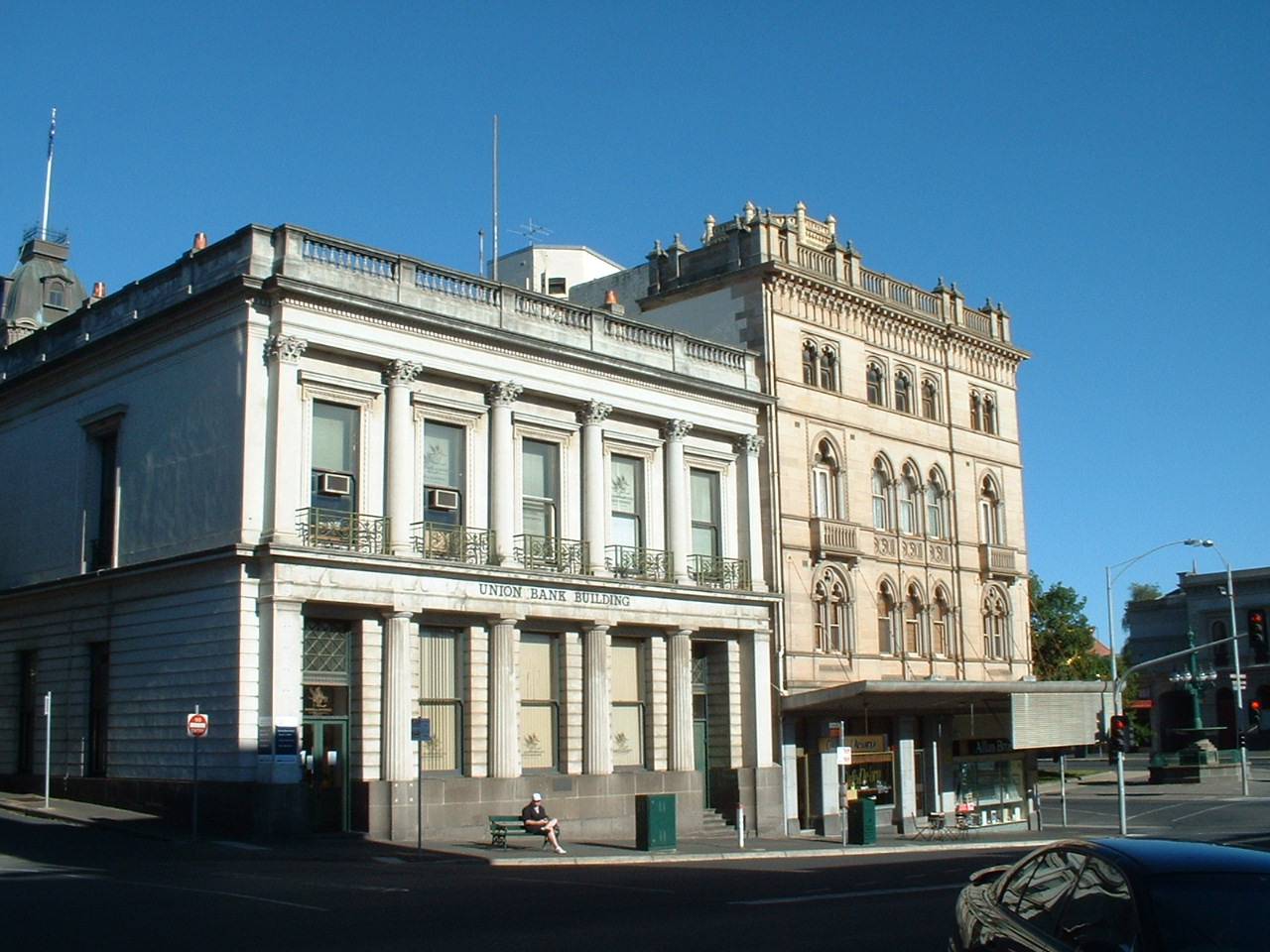
Union Bank of Australia, Ballarat, Victoria, Australien (1863)

Die Union Bank of Australia Limited war eine australische Geschäftsbank mit britischen Wurzeln. Sie war in Australien und Neuseeland tätig und fusionierte zusammen mit der Bank of Australasia 1951 zur Australia and New Zealand Bank (ANZ).

## Geschichte

### Australien
Die Union Bank of Australia wurde am 7. Juli 1837 in London unter der Royal Charter als eine Kolonialbank für Australien gegründet. Ursprünglich als Union Bank of Australasia gegründet, musste bereits drei Tage später der Name wegen eventueller Verwechselungen mit der Bank of Australasia in Union Bank of Australia umgeändert werden. Der Zusatz Limited kam später. Die Hintergründe über die Entstehung der Bank sind ein wenig verworren. Es gilt wohl aber als sicher, dass der in der Kolonie Australien tätige Geschäftsmann Philip Oakden das Geld zur Bankgründung in England beschaffte, an der Gründung der Bank selbst beteiligt war und Henry Jennings im Oktober 1836 wegen eines Konfliktes mit der Bank of Australasia in Schwierigkeiten geratene Tamar Bank, als Basis für die Bankgründung übernahm. Jennings Tamar Bank selbst wurde 1834 gegründet und ging aus der Separation einer herausgelösten Zweigstelle der Bank of Van Diemen's Land in Launceston hervor. So gesehen könnte man die Wurzeln der Union Bank of Australia fast in dem Jahr 1834 ansiedeln. Die erste Filiale der Bank wurde damit in Launceston, damals noch New South Wales zugehörig, gegründet.
Die Wirtschaftskrise der 1840er in Australien gab der Union Bank of Australia die Möglichkeit zu wachsen und Konkurrenten zu übernehmen. So wurde 1840 die 1835 gegründete Bathurst Bank übernommen, gefolgt von der 1840 gegründeten Archer Gilles & Co., die 1844 ihren Geschäftsbetrieb einstellen musste. Mit den Übernahmen konnte die Union Bank sich als eine stabile und erfolgreiche Bank präsentieren und ihre Einlagen zwischen 1842 und 1849 mit über 412.000 Pfund mehr als verdoppeln. Beginnend mit dem Goldrausch im Juli 1851 in Victoria wuchs die Bank noch mehr und vor allem schneller. So wuchs zum Beispiel von Oktober 1851 bis Oktober 1852 in nur einem Jahr in der Bilanz der Zweigstelle der Bank in Melbourne die Passiva von 280.888 £ auf 1.538.741 £.

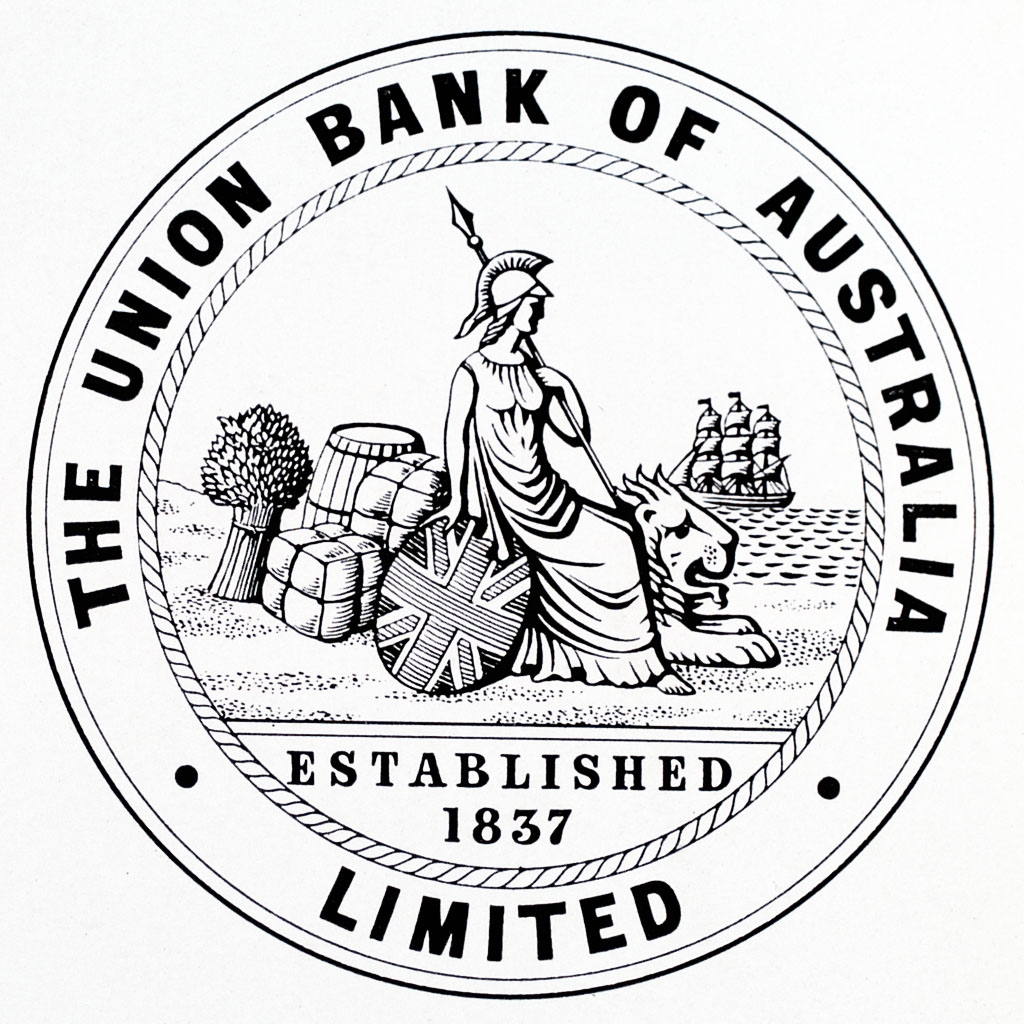
Siegel der Union Bank of Australia Limited

Zwischen 1860 und 1875, dem langen Boom wirtschaftlichen Aufschwungs, hatte die Union Bank of Australia mit einer stark aufkommender Konkurrenz zu kämpfen. Viel Bankneugründungen erschwerten das Geschäft, aber nur zwei Banken schafften es in dieser Zeit ihre Geschäftstätigkeiten mit Ausnahme von Western Australia auf ganz Australien auszudehnen. Das waren die Union Bank of Australia und die Bank of Australasia. Um zu wachsen und Marktanteile gewinnen zu können, eröffneten die Banken Australiens Filialen ohne Rücksicht auf ihren Bedarf. H.G. Turner, Generalmanager der Commercial Bank of Australia kritisierte im Jahr 1880, dass in Victoria mit 326 Bankfilialen 2760 Einwohner auf eine Filiale kämen, wogegen in England 12.000 Einwohner auf eine Filiale üblich wären. Es gab in einigen Orten und Stadtteilen bis zu 7 Filialen, wo ein bis zwei Filialen gereicht hätten.
1880, nach einem langen Bauboom, waren 2/3 aller in Victoria vergebene Kredite über Hypotheken auf Land abgesichert. Als sich Ende der 1880er die Lage zuspitzte, traf es im folgenden ersten Finanz-Crash 1891–1892 vor allem die Wohnungsbau- und die Finanzierungsgesellschaften, die im Immobilienboom der 1880er entstanden waren. Zwischen 1891 und 1993 stellten 54 von ihnen ihre Geschäftstätigkeiten ein, 32 davon für immer. Weil Bankkunden ihre Einlagen versuchten schnellstens abzuheben, mussten zwischen dem 24. Juli 1891 und dem 8. Juni 1892 26 Banken vorübergehend ebenfalls ihre Türen schließen. Als dann aber die Commercial Bank of Australia ab dem 5. April für 30 Tage schloss, wurde eine Panik auf dem Finanzmarkt ausgelöst. Zwölf weitere Banken folgten mit Schließungen in kurzer Folge, die Union Bank of Australia war nicht unter ihnen. Die Bank überstand die Krise recht gut, zumal jede neue Schwierigkeit einer anderen Bank bei ihr zu einer Erhöhung von Kundeneinlagen führte.
Die Finanzkrise führte u. a. dazu, dass die Bank im Jahr 1880 ihre Haftung beschränkte und schließlich zur Union Bank of Australia Limited umfirmierte. 1892 übernahm die Union Bank of Australia die 1836 gegründete Bank of South Australia. Dies sollte die letzte Übernahme bis zur Fusion 1951 sein.
Bis zur Weltwirtschaftskrise 1929 hatte sich die Union Bank zwar im Markt gut etabliert, aber ihre Marktanteile bei den Geschäftseinlagen als Beispiel waren je nach Territory höchst unterschiedlich verteilt und lagen zwischen 5,6 und 15,5 %, jeweils mit leicht abnehmender Tendenz. Die Bank überlebte die Wirtschaftskrise und die Auswirkungen des Zweiten Weltkriegs durch vorsichtiges Wirtschaften, konnte sich aber auch nicht durch Anpassungen an neue Marktbedingungen weiterentwickeln. Trotzdem konnte sich die Bank 1944 mit einer Bilanz von 83 Mill. £ noch als viertgrößte Bank Australiens behaupten, aber an die Bank of New South Wales mit einer Bilanzsumme von über 200 Mill. £ und damit Nummer 1 unter den Banken konnte sie nicht heranreichen. Ähnlich erging es der Bank of Australasia mit knapp 80 Mill. £ und Platz 5 in der Liste.
Beide Banken suchten in Folge nach Partnern, um sich vergrößern zu können. Sie konnten sich, da die Union Bank of Australia mehr in ländlichen Bereichen verwurzelt war und die Bank of Australasia mehr den industriellen Bereich bedient hatte, durch einen Zusammenschluss sinnvoll ergänzen. Dazu kam noch, dass beide Kolonialbanken ihre Zentrale in London hatten, wo auch der größte Teil der Aktionäre saß. Trotzdem dauerte der Zusammenschluss, auch durch Gesetzesanpassungen verursacht, noch mehr als 5 Jahre. Der im Dezember 1950 gefasste Beschluss für eine Fusion wurde schließlich im Oktober 1951 umgesetzt. Heraus dabei kam die Australia and New Zealand Bank Limited, die später noch in Australia and New Zealand Banking Group Limited, Kurzform ANZ, umbenannt wurde.
Siehe weiteren Hauptartikel: Australia and New Zealand Banking Group

### Neuseeland
Zu der Zeit als in Neuseeland der Vertrag von Waitangi (1840) unterzeichnet wurde und Neuseeland damit zur britischen Kolonie wurde, gab es kein legal anerkanntes Zahlungsmittel. Fast alle europäischen Münzen, mitgebracht von Walfängern und Geschäftsleuten, waren auf den Märkten vertreten.
Die Union Bank of Australia eröffnete im März 1840 in Petone, nahe Wellington ihre erste Filiale in der neuen Kolonie. Noch im gleichen Jahr bekam sie die Erlaubnis unter britischem Recht eigene Banknoten auszugeben. Diese Banknoten und die britischen Gold- und Silbermünzen sollten das ausländische Geld ersetzen und die chronische Geldknappheit beseitigen. Vier Jahre später, 1844 wurde für die Union Bank eine Verordnung geschaffen, die den Austausch von Gold- und Silberstücken gegen Banknoten regelte.
In den Jahren von 1840 bis 1856 wurden vier weiteren Banken gegründet und mit dem Recht ausgestattet eigene Banknoten ausgeben zu dürfen. Doch alle diese Banken erlebten das Jahr 1861 nicht. Nachdem die Colonial Bank of Issue 1856 aufgeben musste, wurde mit dem The Paper Currency Act 1856 der Union Bank of Australia das Recht auf Ausgabe von Banknoten erneuert und auf eine gesetzliche Grundlage gestellt.
In den Jahren 1840 bis 1861 hatte die Union Bank of Australia eine Monopolstellung in Neuseeland, löste aber das Problem der Geldknappheit nicht. Die Folge war schließlich, dass mit der Gründung der Bank of New Zealand und dem Engagement der Bank of New South Wales in Neuseeland, der Union Bank eine starke Konkurrenz erwuchs und sie ihre führende Stellung abgeben musste.
1893 wurden alle Banken über den Bank Note Issue Act verpflichtete, ihr ausgegebenes Geld mit dem Gegenwert in Gold abzusichern und Goldreserven anzulegen. Mit der Gründung der Reserve Bank of New Zealand am 1. August 1934 verlor auch die Union Bank of Australia ihr Recht, Banknoten ausgeben zu dürfen und musste ihre Goldreserven schließlich an die Zentralbank verkaufen.
1951 folgte der neuseeländische Zweig der Union Bank der Fusion mit der Bank of Australasia entsprechend der in Australien und in England.